# Gustaf Adolf Jonsson
Pour les articles homonymes, voir Jonsson.
Gustaf Adolf Jonsson, né le 26 juin 1879 à Stockholm (Suède) et mort le 30 avril 1949 à Bromma, est un tireur sportif suédois.

## Palmarès

### Jeux olympiques
- Jeux olympiques d'été de 1908 à Londres :
  -  Médaille d'argent en tir à la carabine libre par équipes.
- Jeux olympiques d'été de 1912 à Stockholm :
  -  Médaille d'or en tir à la carabine libre par équipes.
- Jeux olympiques d'été de 1920 à Anvers :
  -  Médaille de bronze en tir à la carabine libre à 600 m par équipes.